# Patric Kjellberg
Patric Göran Kjellberg (Trelleborg, 17 giugno 1969) è un ex hockeista su ghiaccio svedese.

## Palmarès

### Olimpiadi
- Oro a Lillehammer 1994.

### Mondiali
- Oro a Cecoslovacchia 1992.
- Oro a Svizzera 1998.